# Tournoi de clôture du championnat de Colombie de football 2009
Navigation
Tournoi précédent Tournoi suivant
Le tournoi de clôture de la saison 2009 du Championnat de Colombie de football est le deuxième tournoi de la soixante-deuxième édition du championnat de première division professionnelle en Colombie. 
Les dix-huit meilleures équipes du pays disputent le championnat semestriel qui se déroule en deux phases :
- lors de la phase régulière, les équipes s'affrontent une fois plus une rencontre face à une formation du même secteur géographique.
- les huit premiers du classement disputent la phase finale (deux poules de quatre équipes), dont les deux vainqueurs se rencontrent lors de la finale nationale pour le titre.

La relégation est décidée en faisant la moyenne des points obtenus lors des trois dernières saisons (2007, 2008 et 2009). Le dernier de ce classement cumulé est relégué et remplacé par le champion de Copa Aguila, la deuxième division colombienne. Un barrage de promotion-relégation est également organisé entre l'avant-dernier de ce classement cumulé et le vice-champion de Copa Aguila.
C'est l'Independiente Medellin qui remporte le tournoi, après avoir battu en finale l'Atlético Huila. C'est le cinquième titre de champion de l'histoire du club.

## Qualifications continentales
Le vainqueur du tournoi Clôture se qualifie pour la phase de groupes de la prochaine édition de la Copa Libertadores. Un classement cumulé des tournois Ouverture et Clôture offre une autre place à la meilleure équipe non encore qualifiée (la troisième place est détenue par le vainqueur du tournoi Ouverture) et deux places aux équipes suivantes. Enfin, la troisième place en Copa Sudamericana est réservée au vainqueur de la Copa Colombia.

## Les clubs participants
| - Independiente Santa Fe - CD Los Millonarios - Boyacá Chicó - Deportes Tolima - Once Caldas - Independiente Medellin - Envigado FC - Deportivo Pasto - Deportes Quindio | - Atlético Nacional - Atlético Huila - América de Cali - Real Cartagena - Deportivo Pereira - Cucuta Deportivo - Deportivo Cali - Atlético Junior - CD La Equidad |

## Compétition
Le barème utilisé pour établir l'ensemble des classements est le suivant :
- Victoire : 3 points
- Match nul : 1 point
- Défaite : 0 point

### Phase régulière
| Rang | Équipe                 | Pts | J  | G  | N  | P | Bp | Bc | Diff |
| ---- | ---------------------- | --- | -- | -- | -- | - | -- | -- | ---- |
| 1    | Independiente Medellín | 38  | 18 | 12 | 2  | 4 | 29 | 18 | +11  |
| 2    | Independiente Santa Fe | 30  | 18 | 8  | 6  | 4 | 31 | 24 | +7   |
| 3    | Atlético Huila         | 30  | 18 | 8  | 6  | 4 | 27 | 24 | +3   |
| 4    | Deportivo Pereira      | 29  | 18 | 7  | 8  | 3 | 21 | 9  | +12  |
| 5    | Deportes Tolima        | 29  | 18 | 8  | 5  | 5 | 25 | 23 | +2   |
| 6    | Atlético Junior        | 27  | 18 | 8  | 3  | 7 | 35 | 25 | +10  |
| 7    | Atlético Nacional      | 27  | 18 | 6  | 9  | 3 | 21 | 19 | +2   |
| 8    | Real Cartagena         | 27  | 18 | 7  | 6  | 5 | 30 | 30 | 0    |
| 9    | CD Los Millonarios     | 26  | 18 | 6  | 8  | 4 | 24 | 20 | +4   |
| 10   | Deportivo Pasto        | 26  | 18 | 7  | 5  | 6 | 24 | 25 | -1   |
| 11   | Boyacá Chicó           | 24  | 18 | 6  | 6  | 6 | 32 | 31 | +1   |
| 12   | Deportivo Cali         | 22  | 18 | 6  | 4  | 8 | 30 | 32 | -2   |
| 13   | Deportes Quindío       | 21  | 18 | 6  | 3  | 9 | 22 | 31 | -9   |
| 14   | CD La Equidad          | 17  | 18 | 2  | 11 | 5 | 17 | 24 | -7   |
| 15   | Once CaldasT           | 17  | 18 | 4  | 5  | 9 | 22 | 35 | -13  |
| 16   | Cúcuta Deportivo       | 15  | 18 | 3  | 6  | 9 | 15 | 20 | -5   |
| 17   | Envigado FC            | 13  | 18 | 2  | 7  | 9 | 35 | 42 | -7   |
| 18   | América de Cali        | 13  | 18 | 1  | 10 | 7 | 20 | 29 | -9   |

|  | Qualification pour la phase finale |

### Phase finale

#### Demi-finales
Groupe A :
| Rang | Équipe                 | Pts | J | G | N | P | Bp | Bc | Diff |  | Résultats (▼ dom., ► ext.) | Med | Jun | Per | Car |
| ---- | ---------------------- | --- | - | - | - | - | -- | -- | ---- |  | -------------------------- | --- | --- | --- | --- |
| 1    | Independiente Medellin | 14  | 6 | 4 | 2 | 0 | 12 | 6  | +6   |  | Independiente Medellin     |     | 0-0 | 2-2 | 2-0 |
| 2    | Atlético Junior        | 9   | 6 | 2 | 3 | 1 | 7  | 5  | +2   |  | Atlético Junior            | 1-2 |     | 2-2 | 2-0 |
| 3    | Deportivo Pereira      | 5   | 6 | 1 | 2 | 3 | 9  | 11 | -2   |  | Deportivo Pereira          | 1-2 | 1-2 |     | 2-1 |
| 4    | Real Cartagena         | 4   | 6 | 1 | 1 | 4 | 5  | 11 | -6   |  | Real Cartagena             | 2-4 | 0-0 | 2-1 |     |

Groupe B :
| Rang | Équipe                 | Pts | J | G | N | P | Bp | Bc | Diff |  | Résultats (▼ dom., ► ext.) | Hui | Nac | SFe | Tol |
| ---- | ---------------------- | --- | - | - | - | - | -- | -- | ---- |  | -------------------------- | --- | --- | --- | --- |
| 1    | Atlético Huila         | 11  | 6 | 3 | 2 | 1 | 8  | 5  | +3   |  | Atlético Huila             |     | 1-0 | 4-1 | 1-1 |
| 2    | Atlético Nacional      | 10  | 6 | 3 | 1 | 2 | 10 | 7  | +3   |  | Atlético Nacional          | 0-1 |     | 3-0 | 2-1 |
| 3    | Independiente Santa Fe | 7   | 6 | 2 | 1 | 3 | 6  | 11 | -5   |  | Independiente Santa Fe     | 2-0 | 1-1 |     | 0-2 |
| 4    | Deportes Tolima        | 5   | 6 | 1 | 2 | 3 | 9  | 10 | -1   |  | Deportes Tolima            | 1-1 | 3-4 | 1-2 |     |

#### Finale
| Équipe 1       | Résultat | Équipe 2               | Aller | Retour |
| -------------- | -------- | ---------------------- | ----- | ------ |
| Atlético Huila | 2 - 3    | Independiente Medellin | 0 - 1 | 2 - 2  |

### Classement cumulé 2009
| Rang | Équipe                    | Pts | J  | G  | N  | P  | Bp | Bc | Diff |
| ---- | ------------------------- | --- | -- | -- | -- | -- | -- | -- | ---- |
| 1    | Atlético Junior           | 76  | 50 | 21 | 13 | 16 | 85 | 59 | +26  |
| 2    | Deportes Tolima           | 74  | 48 | 21 | 11 | 16 | 59 | 53 | +6   |
| 3    | Independiente MedellínClo | 67  | 44 | 19 | 10 | 15 | 62 | 55 | +7   |
| 4    | Atlético Huila            | 66  | 44 | 18 | 12 | 14 | 58 | 58 | 0    |
| 5    | Once CaldasOuv            | 61  | 44 | 16 | 13 | 15 | 62 | 61 | +1   |
| 6    | Deportivo Cali            | 60  | 42 | 16 | 12 | 14 | 61 | 56 | +5   |
| 7    | Boyacá Chicó              | 59  | 42 | 15 | 14 | 13 | 60 | 59 | +1   |
| 8    | Deportivo Pereira         | 58  | 42 | 15 | 13 | 14 | 56 | 45 | +11  |
| 9    | Independiente Santa FeC   | 58  | 42 | 15 | 13 | 14 | 57 | 60 | -3   |
| 10   | Real Cartagena            | 56  | 42 | 15 | 11 | 16 | 58 | 65 | -7   |
| 11   | CD La Equidad             | 55  | 42 | 12 | 19 | 11 | 42 | 46 | -4   |
| 12   | Atlético Nacional         | 53  | 42 | 12 | 17 | 13 | 47 | 51 | -4   |
| 13   | Cúcuta Deportivo          | 52  | 42 | 13 | 13 | 16 | 37 | 43 | -6   |
| 14   | Envigado FC               | 48  | 42 | 11 | 15 | 16 | 62 | 74 | -12  |
| 15   | Deportes Quindío          | 46  | 36 | 13 | 7  | 16 | 45 | 54 | -9   |
| 16   | CD Los Millonarios        | 43  | 36 | 9  | 16 | 11 | 40 | 40 | 0    |
| 17   | Deportivo Pasto           | 43  | 36 | 11 | 10 | 15 | 36 | 42 | -6   |
| 18   | América de Cali           | 37  | 36 | 8  | 13 | 15 | 44 | 50 | -6   |

|  | Qualification pour la Copa Libertadores 2010 (vainqueur d'un tournoi) |
|  | Qualification pour la Copa Libertadores 2010                          |
|  | Qualification pour la Copa Sudamericana 2010                          |
|  | Participation au barrage de promotion-relégation                      |
|  | Relégation directe en Copa Premier                                    |

#### Barrage de promotion-relégation
| Équipe 1                  | Résultat | Équipe 2          | Aller | Retour |
| ------------------------- | -------- | ----------------- | ----- | ------ |
| Atlético Bucaramanga (D2) | 3 - 5    | Deportivo Pereira | 1 - 2 | 2 - 3  |

## Bilan de la saison
| Championnat de Colombie de football 2009 |                                   |
| Champion                                 | Independiente Medellin (5e titre) |
| Coupes et trophées                       |                                   |
| Vainqueur de la Coupe de Colombie 2009   | Independiente Santa Fe            |
| Qualifications continentales             |                                   |
| Copa Libertadores 2010                   | Independiente Medellin            |
| Copa Libertadores 2010                   | Atlético Junior                   |
| Copa Sudamericana 2010                   | Deportes Tolima                   |
| Copa Sudamericana 2010                   | Atlético Huila                    |
| Copa Sudamericana 2010                   | Independiente Santa Fe            |
| Promotions et relégations                |                                   |
| Promus en Copa Mustang                   | Deportivo Tuluá                   |
| Relégués en Copa Premier                 | Deportivo Pasto                   |